# Irene Fernandez

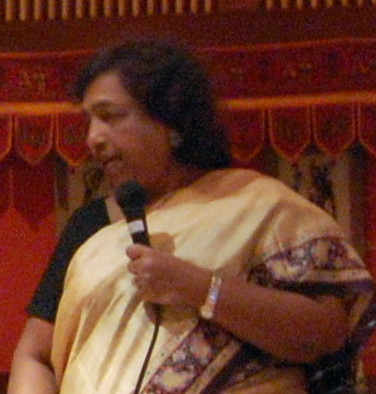
Irene Fernandez (2008)

Irene Fernandez (ur. 18 kwietnia 1946 w Malezji, zm. 31 marca 2014) – malezyjska działaczka praw człowieka.

## Życiorys
Irene Fernandez urodziła się w 1946 roku w Malezji. Rozpoczęła pracę jako nauczycielka w szkole średniej. Zaangażowała się działalność w Ruchu Młodych Chrześcijańskich Pracowników (YCW). W 1976 roku dołączyła do Stowarzyszenia konsumentów (WPR) w Penang, gdzie pracowała w edukacji konsumentów. W 1986 roku prowadziła kampanię przeciwko przemocy wobec kobiet. Od 1992 roku była przewodniczącą działań pestycydów w sieci, pracując na rzecz eliminacji pestycydów i rozwoju rolnictwa. W 1995 roku opublikowała raport na temat nadużyć migrujących pracowników. W 1996 roku została aresztowana i oskarżona o publikowanie fałszywych informacji. W 2003 roku została uznana przez sąd za winną i skazana na rok pozbawienia wolności. W 2008 roku została uniewinniona. Zmarła 31 marca 2014 roku w wieku 67 lat.

## Nagrody
- 2005: Right Livelihood Award